# Першотравнева сільська рада (Іванівський район)
Першотравне́ва сільська́ ра́да — адміністративно-територіальна одиниця та орган місцевого самоврядування в Іванівському районі Херсонської області. Адміністративний центр — село Першотравневе.

## Загальні відомості
- Територія ради: 53,312 км²
- Населення ради: 733 особи (станом на 2001 рік)

## Населені пункти
Сільській раді підпорядковані населені пункти:
- с. Першотравневе

## Склад ради
Рада складається з 14 депутатів та голови.
- Голова ради: Кузьмінський Сергій Володимирович
- Секретар ради: Шиян Лідія Аркадіївна

### Керівний склад попередніх скликань
| Прізвище, ім'я, по батькові       | Основні відомості                                                         | Дата обрання | Дата звільнення |
| --------------------------------- | ------------------------------------------------------------------------- | ------------ | --------------- |
| Кузьмінський Сергій Володимирович | Сільський голова, 1961 року народження, освіта вища, безпартійний         | 26.03.2006   | 31.10.2010      |
| Кузьмінський Сергій Володимирович | Сільський голова, 1961 року народження, освіта вища, член Партії регіонів | 31.10.2010   |                 |

Примітка: таблиця складена за даними сайту Верховної Ради України

### Депутати
За результатами місцевих виборів 2010 року депутатами ради стали:

#### За суб'єктами висування
| Суб'єкт висування           | Кількість обраних депутатів | %    |
| --------------------------- | --------------------------- | ---- |
| Партія регіонів             | 13                          | 92,9 |
| Комуністична партія України | 1                           | 7,1  |

#### За округами
| № округу                    | Прізвище, ім'я, по батькові      | Дата визнання обраним | Освіта  | Партійна приналежність            | Відомості про обраного депутата                                    |
| --------------------------- | -------------------------------- | --------------------- | ------- | --------------------------------- | ------------------------------------------------------------------ |
| Комуністична партія України |                                  |                       |         |                                   |                                                                    |
| 14                          | Сушко Григорій Павлович          | 01.11.2010            | вища    | член Комуністичної партії України | пенсіонер                                                          |
| Партія регіонів             |                                  |                       |         |                                   |                                                                    |
| 1                           | Соколова Олена Іванівна          | 01.11.2010            | середня | член Партії регіонів              | тимчасово не працює                                                |
| 2                           | Макоїд Юрій Вікторович           | 01.11.2010            | вища    | позапартійний                     | Першотравнева загальноосвітня школа I-III ст., директор            |
| 3                           | Романенко Олена Миколаївна       | 01.11.2010            | вища    | член Партії регіонів              | Комунальне підприємство «Зоря», бухгалтер                          |
| 4                           | Фащевська Алла Іванівна          | 01.11.2010            | вища    | член Партії регіонів              | Першотравнева сільська рада, бухгалтер                             |
| 5                           | Пашко Андрій Петрович            | 01.11.2010            | вища    | член Партії регіонів              | тимчасово не працює                                                |
| 6                           | Денисенко Валентина Вікторівна   | 01.11.2010            | середня | член Партії регіонів              | Першотравнева загальноосвітня школа I-III ст., технічний працівник |
| 7                           | Шиян Олена Василівна             | 01.11.2010            | середня | член Партії регіонів              | тимчасово не працює                                                |
| 8                           | Шиян Лідія Андріївна             | 01.11.2010            | вища    | член Партії регіонів              | Першотравнева сільська рада, секретар                              |
| 9                           | Медведовський Геннадій Дмитрович | 01.11.2010            | вища    | член Партії регіонів              | Першотравнева сільська рада, спеціаліст                            |
| 10                          | Горбик Олена Леонідівна          | 01.11.2010            | вища    | член Партії регіонів              | Першотравневий фельдшерський пункт, молодша медична сестра         |
| 11                          | Чепік Валентин Потапович         | 01.11.2010            | середня | член Партії регіонів              | пенсіонер                                                          |
| 12                          | Стефанів Таїсія Василівна        | 01.11.2010            | середня | член Партії регіонів              | тимчасово не працює                                                |
| 13                          | Литвиненко Олена В'ячеславівна   | 01.11.2010            | вища    | позапартійна                      | Першотравнева сільська рада, спеціаліст                            |

## Населення
Згідно з переписом УРСР 1989 року чисельність наявного населення сільської ради становила 910 осіб, з яких 427 чоловіків та 483 жінки.
За переписом населення України 2001 року в сільській раді мешкали 733 особи.

### Мова
Розподіл населення за рідною мовою за даними перепису 2001 року:
| Мова       | Відсоток |
| ---------- | -------- |
| українська | 94,27 %  |
| російська  | 3,14 %   |
| вірменська | 0,27 %   |
| білоруська | 0,14 %   |
| молдовська | 0,14 %   |
| інші       | 2,04 %   |